# 晨運

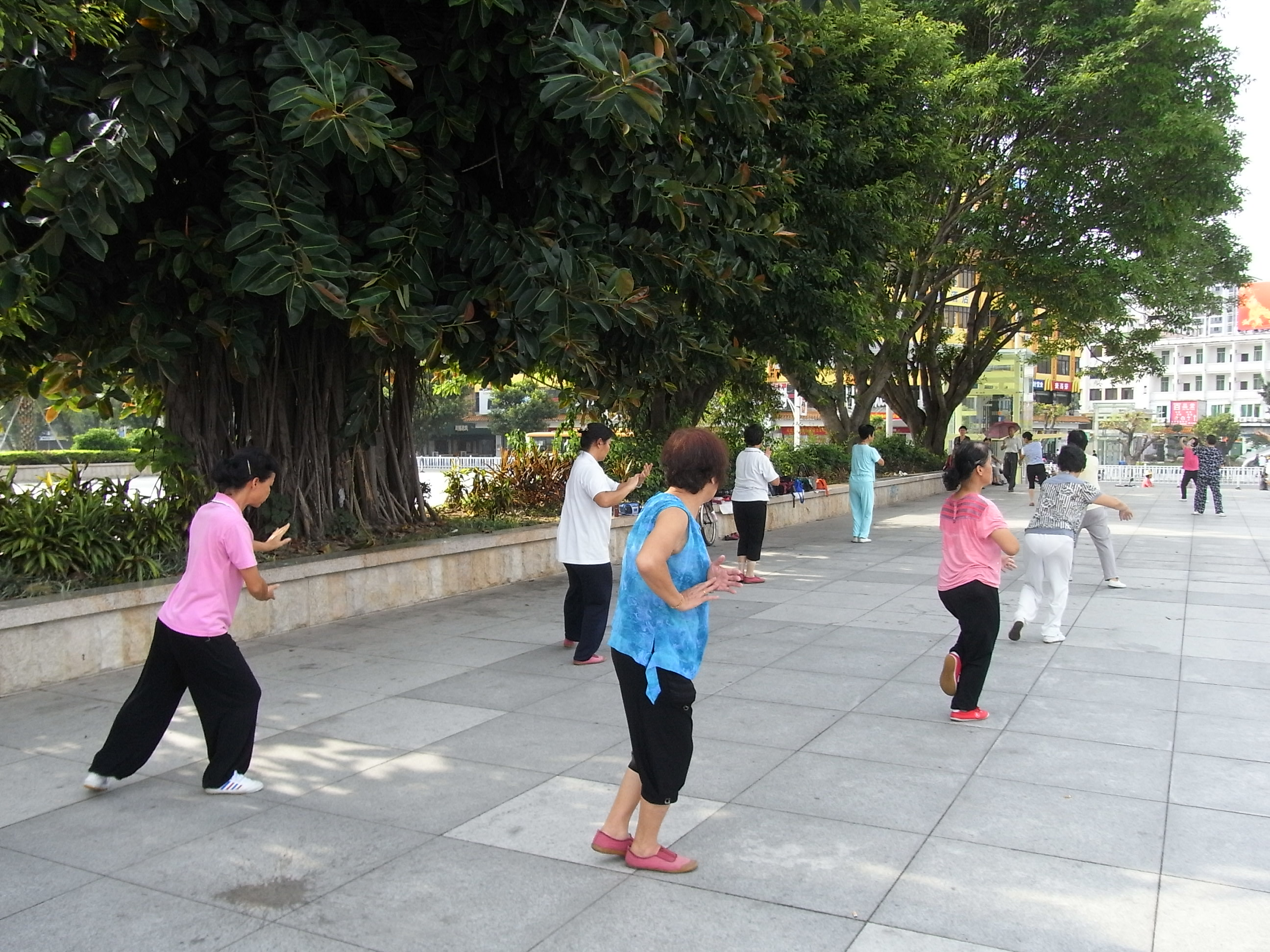
公園晨運客

晨運，是早晨體育運動的簡稱，例如早上跑步、行山、太極、游泳等。晨運時間大約在清晨5時至7時之間，當時空氣較新鮮。一般相信帶氧運動呼吸能凈空肺部、有助心肺機能，提神醒腦，令大腦獲得充足氧氣和負離子，使交感神經和副交感神經得以平衡。兼具鍛鍊體力、減少生活壓力、平和情緒、有助新陳代謝、更加增強免疫功能。